# Jim Morrissey
Jim Morrissey (Flint, 24 dicembre 1962) è un ex giocatore di football americano statunitense che ha giocato nel ruolo di linebacker per nove stagioni nella National Football League (NFL). Fu scelto nel corso dell'undicesimo giro (302º assoluto) del Draft NFL 1985 dai Chicago Bears. Al college ha giocato a football all’Università statale del Michigan.

## Carriera professionistica
Morrissey fu scelto nel corso dell'undicesimo giro dei Draft 1985 dai Chicago Bears. Nella sua stagione da rookie giocò 15 partite coi Bears che terminarono la stagione regolare con un record di 15-1, vincendo il Super Bowl XX contro i New England Patriots per 46-10. Jim rimase a Chicago fino all'inizio della stagione 1993 con un primato di 3 intercetti nella stagione 1988. A metà stagione 1993 passò ai Green Bay Packers con cui disputò le ultime 6 gare della carriera.

## Vittorie e premi
- Super Bowl : 1 Vincitore del Super Bowl XX

## Statistiche
| Partite totali   | 114 |
| Intercetti fatti | 9   |